# Шерако
Шерако, Харако (валенс. Xeraco (офіційна назва), ісп. Jaraco) — муніципалітет в Іспанії, у складі автономної спільноти Валенсія, у провінції Валенсія. Населення — 6129 осіб (2010).

## Географія
Муніципалітет розташований на відстані близько 340 км на південний схід від Мадрида, 55 км на південь від Валенсії.
На території муніципалітету розташовані такі населені пункти: (дані про населення за 2010 рік)
- Шерако: 5046 осіб
- Плая: 1083 особи

## Демографія
Динаміка населення (INE ):

## Галерея зображень

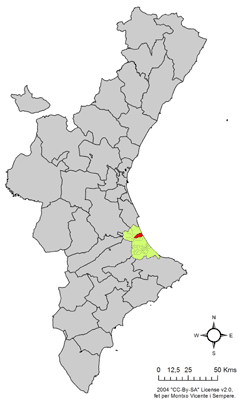
Розташування муніципалітету Шерако у автономній спільноті Валенсія
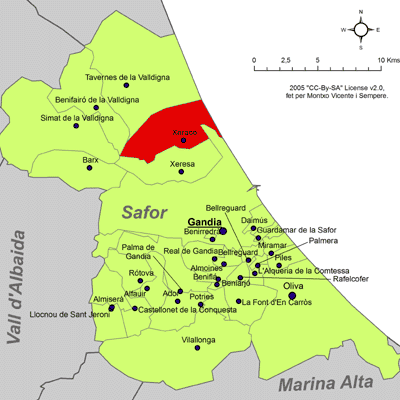
Розташування муніципалітету Шерако у комарці Сафор
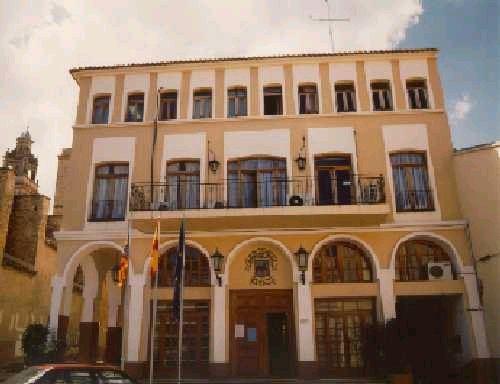
Муніципальна рада
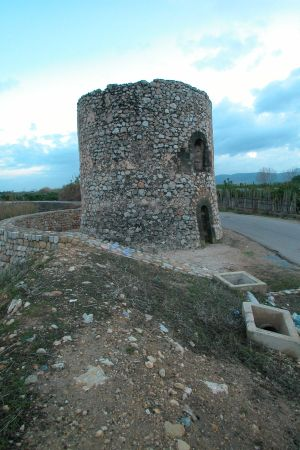
Вежа Гуайта